# Человек полуночи
«Человек полуночи» — кинофильм.

## Сюжет
Полицейский Джон Кэнг работает в молодёжном центре, обучая ребятню боевым искусствам. Он работал на "грязных улицах", но больше любит заниматься с детьми. Друг привлекает его к делу, связанному с камбоджийской и русской мафией, так как дед Кэнга был родом из Камбоджи и Джон знал этот язык. Друга и других полицейских убивают. Джон обязан отомстить...

## В ролях
- Джеймс Шигета — Мао Мак